# توم فورمان (صحفي)
توم فورمان (بالإنجليزية: Tom Foreman)‏ هو صحفي أمريكي، ولد في 6 ديسمبر 1959.